# Dragoljub Jacimović
Dragoljub Jacimović (* 10. Januar 1964) ist ein nordmazedonischer Schachspieler.
Die nordmazedonische Einzelmeisterschaft konnte er zweimal gewinnen: 1996 und 1998. Er spielte für Nordmazedonien bei fünf Schacholympiaden: 1994 bis 2000 und 2006. Bei der Schacholympiade 2000 erhielt er eine individuelle Goldmedaille für sein Ergebnis von 7 aus 9 am dritten Brett. Er nahm außerdem viermal an europäischen Mannschaftsmeisterschaften (1997, 2001, 2005 und 2013) und einmal an der Mannschaftsweltmeisterschaft (2001) teil.
Im Jahre 1990 wurde ihm der Titel Internationaler Meister (IM) verliehen, 2001 der Titel Großmeister (GM). Beim Weltschachbund FIDE trägt er zusätzlich seit 2015 den Titel Developmental Instructor.
| Hier fehlt eine Grafik, die leider im Moment aus technischen Gründen nicht angezeigt werden kann. Wir arbeiten daran! |